# Ken Domon

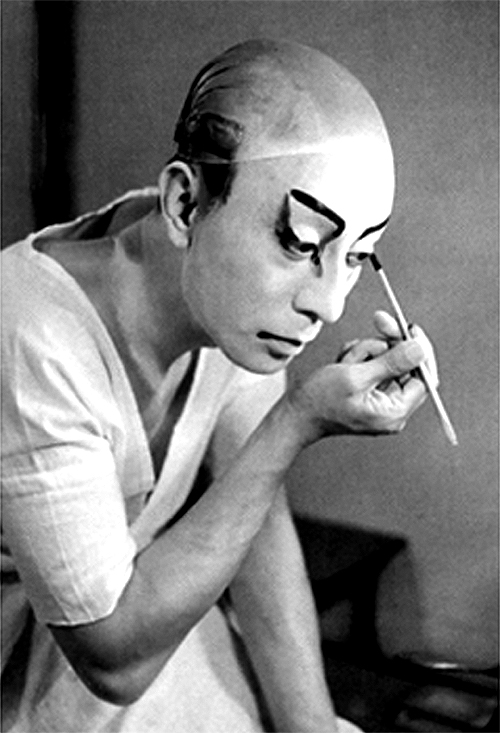
Ebizō Ichikawa IX, 1951.

Ken Domon, en idioma japonés 土門 拳 Domon Ken, ( 29 de octubre de 1909 - 15 de septiembre de 1990 ) fue un fotógrafo japonés que aunque destacó como fotoperiodista su trabajo más extenso se refiere a la arquitectura y escultura budista en Japón.
Nació en Sakata, pero con nueve años su familia se trasladó a Tokio lo que le permitió estudiar pintura en su universidad, sin embargo en 1932 fue expulsado por sus actividades políticas radicales. Entre 1933 y 1935 estuvo trabajando de aprendiz en la Escuela de Bellas Artes de Tokio y tuvo como maestro a Kotaru Miyauchi y a continuación trabajó como fotógrafo en los estudios Nihon Kobo hasta el inicio de la Segunda Guerra Mundial. Al finalizar la misma se convirtió en un fotógrafo independiente. Sin embargo en 1950 fundó el grupo Shudan Photo dando a conocer mediante exposiciones a fotógrafos como Margaret Bourke-White, Henri Cartier-Bresson, Irving Penn, Bill Brandt o William Eugene Smith.
Su trabajo de fotografía documental sobre la arquitectura y escultura japonesa antigua ejerció gran influencia en muchos fotógrafos y ha permitido disponer de un buen catálogo de la misma en los años treinta del siglo XX, pero además realizó importantes reportajes humanos, el que tuvo mayor relevancia internacional fue el dedicado a los supervivientes del bombardeo de Hiroshima que fue expuesto en el Hiroshima Victims en 1968. Está considerado junto a Hiroshi Hamaya e Ihei Kimura como uno de los principales fotógrafos documentales de Japón del siglo XX.
Ha recibido numerosos premios, entre los que se puede destacar el premio de las Artes del Ministerio de Educación en 1959, el premio de la Sociedad Fotográfica de Japón en 1960 y el premio Kan Kikuchi en 1971 y ha realizado exposiciones por todo el mundo. Asimismo publicó numerosos libros. En 1981 el grupo de prensa The Mainichi Newspapers Co., Ltd. creó el premio Ken Domon en su honor y en 1983 se abrió el Museo de Fotografía Ken Domon en un espacio verde de Sakata, su ciudad natal, el edificio fue diseñado por el arquitecto Yoshio Taniguchi. 